# Шабранский район
Шабра́нский райо́н (азерб. Şabran rayonu) — район на северо-востоке Азербайджана. Административный центр — город Шабран.

## Этимология
Название района происходит от названия районного центра, города Шабран, названного в честь древнего города, располагавшегося на этой территории до 1711 года. Согласно словарю топонимов Азербайджана, топоним Шабран связан с именем тюркского племени Савар.

## История
Дивичинский район образован 8 августа 1930 года. 4 декабря 1956 года к Дивичинскому району была присоединена часть территории упразднённого Хизинского района. 4 декабря 1959 года присоединён Сиазаньский район. 4 января 1963 года Дивичинский район упразднён, территория передана Апшеронскому району. 6 января 1965 года восстановлен.
2 января 1992 года из состава Дивичинского района выделен Сиазаньский район.
2 апреля 2010 года Дивичинский район переименован в Шабранский.
В районе находится один город (Шабран) и 68 сёл, включая Айгюнли, Амирханлы, Гяндов, Лейти, Падар, Пиребедиль, Рагимли, Сурра, Узунбоят, Халфалар и Шахназарли.

## География и природа
Район граничит на севере с Хачмазским, на востоке с Сиазаньским, на западе с Губинским, на юге с Хызинским районами. На северо-востоке омывается Каспийским морем.
Расположен на территории Большого Кавказского хребта.
Большинство авторитетных источников, в основном советские, российские и западноевропейские, проводят границу Европа-Азия по Кумо-Манычской впадине и тем самым относят весь Кавказ, в том числе и Азербайджан, целиком к Азии, однако некоторые западные (в первую очередь американские) источники, полагающие границей Европа-Азия Большой Кавказ, относят территории к северу от этого хребта к Европе, при таком варианте границы Шабранский район, географически располагающийся севернее Большого Кавказа, может условно относиться к европейской части Азербайджана.
Рельеф района преимущественно гористый. Прикаспийская низменная часть (Самур-Дивичинская низменность) ниже уровня моря до 28 метров, высота некоторых точек на юго-западе достигает 2 200 метров; наивысшая точка — гора Келаны (Дюбрар) — достигает 2 205 метров. Присутствуют грязевые вулканы. Низменность состоит из антропогенных, горы — из меловых, палеогенных и неогенных отложений. На территории расположены нефтяные, газовые, щебневые и песчаниковые месторождения. Присутствуют источники лечебной минеральной воды (Калаалты). На гористой территории района распространены бурые горнолесные, горные каштановые, каштановые и светло-каштановые почвы; на низменности распространены засоленные серо-бурые почвы и песчаники. Растительный покров преимущественно состоит из кустарниковых и редколесных лугов, полынных и полынно-солянковых полупустынь. На высокогорных территориях расположены субальпийские и альпийские луга. Площадь леса — 17,2 тысяч гектаров (2011). Из животных на территории района обитают медведи, волки, лисы, серые зайцы, полевки. Из птиц — фазаны, куропатки, голуби, чернобрюхие рябки.
Климат на низменности и предгорье — умеренный жаркий, сухой субтропический, в нагорье — холодный и влажный. Средняя температура в январе колеблется от −4 до 1,5°С, в июле от 14 до 25°С. Среднегодовой уровень осадков — 300—650 мм. Из крупных рек протекают Гильгильчай и Атачай, впадающие в Каспийское море.

## Население
Основное население района составляют азербайджанцы и таты. Также проживают турки, лезгины, русские, татары, украинцы.
В 1978 году плотность населения составляла 34,3 человек на км², в 2018 году эта цифра составила 54 человек на км². На 2009 год 57 % населения проживает в сёлах.
| Численность населения | Численность населения | Численность населения | Численность населения | Численность населения | Численность населения | Численность населения | Численность населения | Численность населения | Численность населения | Численность населения | Численность населения |
| 1939                  | 1959                  | 1970                  | 1987                  | 1979                  | 1989                  | 1991                  | 1999                  | 2009                  | 2013                  | 2014                  | 2018                  |
| --------------------- | --------------------- | --------------------- | --------------------- | --------------------- | --------------------- | --------------------- | --------------------- | --------------------- | --------------------- | --------------------- | --------------------- |
| 43 956                | ↘36 798               | ↗54 161               | ↗59 900               | ↘58 817               | ↗68 193               | ↗71 100               | ↘45 999               | ↗51 533               | ↗54 700               | ↗55 000               | ↗58 700               |

## Экономика
В период СССР в районе была развита нефтедобывающая и нефтеперерабатывающая промышленность, сельское хозяйство. Были увеличены обороты овощеводства, животноводства, виноградарства, выращивания фруктов и зерна.
В 1978 году в районе работали 15 совхозов. На 1977 год количество пригодных земель составляло 84,4 тысячи гектар. Из них 20,9 тысяч гектар пахотных земель, 5,3 тысяч гектар земель, выделенных под многолетние растения, 5,6 тысяч гектар рекреационных земель, 6,9 тысяч гектар, выделенных под сенокос, 45,7 тысяч гектар пастбищ. Из 19,6 тысяч гектар 63 % выделено под зерновые и зернобобовые культуры, 11 % под овощи и картофель, 26 % под кормовые культуры. На 3,8 тысячах гектар выращивался виноград. В совхозах района содержалось 13,2 тысяч голов крупного рогатого скота, 4,1 тысячи голов мелкого.
В районе находились нефтегазодобывающее управление «Сиазаннефть», газоперерабатывающей завод, ковроткацкая мастерская, Дивичинское производственно-аграрное объединение винной промышленности, районный отдел треста «Азсельхозтехника», лесное хозяйство.
Район относится к Губа-Хачмазскому экономическому району.
Шабранский район является преимущественно сельскохозяйственным районом. В районе процветает животноводство, овощеводство, выращивание зерна. В хозяйствах на 2017 год содержится 24 542 головы крупного, 50 717 голов мелкого рогатого скота, 1 387 992 единиц птиц.
В районе 13,8 тысяч гектар пахотных земель: 12,3 тысяч выделено под зерновые и зернобобовые растения, 17 гектар выделено под технические культуры, 702 гектара — под картофель, овощи и бахчевые культуры, 828 гектар выделено под кормовые культуры. На 2,7 тысячах гектар выращиваются фрукты и ягоды, на 379 гектарах выращивается виноград.
В 2017 году в районе произведено 28 212 тонн зерна, 93 тонны бобовых, 70 тонн сахарной свеклы, 2 тонны семян подсолнуха, 1 105 тонн картофеля, 5 860 тонн овощей, 6 743 тонны фруктов и ягод, 2 521 тонна винограда, 80 тонн бахчевых культур.
В районе действуют мукомольная мельница ООО «Dəvəçi-Dəyirman», птицефабрика ОАО «Dəvəçi-Broyler», галечный карьер ООО «Ovçu-1», цех по производству мясных изделий, цех по производству облицовочного камня ООО «Nurston», ковроткацкая фабрика ООО «Pirəbədil-Xalça».

## Инфраструктура
Через район проходит автодорога Баку-Дербент, железная дорога Баку-Москва, газопровод Сиазань-Шабран, водопровод Шоллар-Баку.
На 2017 год в районе действуют 19 АТС и 15 почтовых отделений.
Ведётся подключение широкополосного интернета. На февраль 2024 года к технологии GPON имеют возможность подключиться 8080 домохозяйств и субъектов бизнеса района (53 % от всех домохозяйств и субъектов бизнеса). Строительство высокоскоростной сети завершено в г. Шабран, сёлах Сурра и Девечи.

## Культура
С 1932 года издается общественно-политическая газета «Шабран» (до 1966 года — «Yüksəliş» («Восхождение»), в 1966—1991 годах — «Quruculuq» («Созидание»). В 1967 году начато вещание местной радиостанции.

## Образование
На 2018 год в районе находятся 3 дошкольных учреждения, 47 среднеобразовательных школ, 1 профессиональное училище, музыкальная школа, 20 клубов, 20 домов культуры, 3 музея, 42 библиотеки.

## Здравоохранение
В Шабранском районе находятся 2 больницы на 101 койку, центр эпидемиологии и гигиены. На 2018 год в медучреждениях района работает 62 врача, 210 средних медицинских работников.

## Достопримечательности
Из архитектурных памятников в районе расположены развалины крепости Чирах-кала и города Шабран (V—VI века). В 2019 году территория «Чирах-кала» и город Шабран были объявлены Государственным историко-культурным заповедником.